# Josef Gemrot (voják)
Josef Gemrot (27. prosince 1911 Louky nad Olší nebo Pogwizdów – 11. srpna 1955 Ostrava) byl československý voják a příslušník výsadku Calcium.

## Mládí
Jeho otec Jan byl šafářem velkostatku, matka Anna, rozená Foltýnová byla v domácnosti, měl sedm sourozenců, tři bratry a čtyři sestry.
Obecnou školu a tři roky měšťanské absolvoval v Rychvaldě. Poté se v roce 1926 vyučil truhlářem, řemeslo vykonával do roku 1929. V letech 1929 až 1933 pracoval jako horník v dole Michal v Michálkovicích. Od 1. listopadu 1933 do konce roku 1936 vykonal základní vojenskou službu u 8. pěšího pluku v Místku. Po návratu z vojny pracoval až do konce ledna 1938 ve svém původním zaměstnání.
Dne 31. ledna 1938 byl přijat do svazku Československé státní policie jako strážník. Na podzim roku 1938 se účastnil mobilizace.

## V exilu
Po okupaci se rozhodl opustit protektorát, což společně se svým bratrem Fridolínem 20. června 1939 učinil. Oba bratři přešli do Polska, kde se dostali na čs. konzulát v Krakově a odtud do Malých Bronovic. Zde vstoupil do Cizinecké legie a koncem července odjel do její posádky v Saide.
Ze závazku k Cizinecké legii byl vyvázán po vypuknutí 2. sv. války 26. září 1939 vstoupil v Agde do československé armády a byl zařazen k 1. pěšímu praporu, bojů o Francii se neúčastnil. Po pádu Francie byl, již v hodnosti desátníka 17. července 1940 evakuován do Anglie. Společně se svým bratrem se přihlásili k RAF, ale na rozdíl od svého bratra nebyl přijat. Důvodem byl vysoký věk.
Dne 1. února 1941 byl povýšen na četaře a v létě téhož roku zahájil výcvik pro plnění zvláštních úkolů. Od 8. srpna do 16. srpna 1941 prodělal parakurz a poté se vrátil ke své jednotce. Další výcvik zahájil 26. července 1942. Do 30. září 1943 prodělal kurz průmyslové sabotáže, střelby a šifrování. Dále následovaly kurzy tělovýchovný, opakovací parakurz a kurz spojovací. Výcvik byl završen dvěma konspiračními cvičeními. 3. listopadu 1943 se přesunul do Alžíru a začátkem roku 1944 do Itálie. Odtud, jako četař a příslušník paravýsadku Calcium odlétl na misi do protektorátu.

## Nasazení
Společně s ostatními příslušníky desantu byl vysazen 4. dubna 1944 krátce po půlnoci v okolí Čejkovic. Skupina se rozešla a Gemrot se společně s Odstrčilem přesunul do Netína. Zde, v úkrytu byli 23. června přepadeni gestapem. Došlo k přestřelce, při které byl Gemrot zraněn, podařilo se mu ale uniknout a ukrýt se v Březí nad Oslavou a poté ve Studnicích u Nového Města na Moravě. Následně se mu podařilo znovu se spojit se Širokým a Niemczykem a pokračovat v plnění úkolů. Dne 3. května byli internováni sovětskými výsadkáři, propuštěni byli až po zásahu npor. Pernického.

## Po válce
Od září 1945 do ledna 1946 byl povyšován až do hodnosti nadporučíka pěchoty v záloze. V březnu 1946 byl přijat do služeb Sboru národní bezpečnosti. Působil ve výcvikovém středisku ve Zbirohu jako velitel kurzů střelby. V roce 1946 se oženil a roku 1948 se narodili jeho synové, dvojčata Oldřich a Miloslav. V důsledku zdravotních potíží byl ke 31. lednu 1950 přeložen do trvalé výslužby.
Zemřel 11. srpna 1955 na následky zhoubné nemoci.

## Vyznamenání
- 1944 –  Pamětní medaile československé armády v zahraničí se štítky Francie a Velká Británie
- 1944 –  Československý válečný kříž 1939
- 1945 –  druhý Československý válečný kříž 1939
- 1945 –  Československá medaile Za chrabrost před nepřítelem
- 1945 –  Československá medaile za zásluhy I. stupně